# Mickey and the Roadster Racers
Mickey and the Roadster Racers is een computergeanimeerde kinderserie geproduceerd door Disney Television Animation, de serie is een spin-off van de Mickey Mouse-serie: Mickey Mouse Clubhuis. De serie draait vooral om Mickey Mouse die samen met zijn vrienden avonturen beleeft op het circuit. De afleveringen worden uitgezonden met twee keer 11 minuten; elke aflevering duurt 21 of 22 minuten. De serie telt 3 seizoenen.

## Plot
in de serie Mickey and the Roadster Racers gaan de helden Mickey, Minnie, Donald, Katrien, Pluto en Goofy avonturen beleven op het circuit terwijl ze door hun stad Jippiedal en over de hele wereld gaan racen. In tegenstelling tot de vorige serie bevat elke aflevering twee verhaallijnen van ieder 11 minuten; 22 minuten over de volledige lengte. In het eerste fragment organiseert Barend Beagle een race waar Mickey en zijn vrienden aan deelnemen, of de race nu in Jippiedal is of waar ook ter wereld wordt gehouden.
In het tweede fragment gaan Minnie en Katrien op reddingsactie als de handige hulpjes. Samen met behulp van Koekkoekkuiken helpen ze alle inwoners van Jippiedal om problemen in de stad op te lossen. Minnie en Katrien gebruiken de Turnstyler op kantoor om de kleding aan te nemen die ze nodig hebben om te helpen.

## Productie
De serie wordt sinds 2016 in de Verenigde Staten geproduceerd. Geregisseerd door Phil Weinstein en Broni Likomanov . Op scenario zijn Thomas Hart en Brian Swenlin betrokken. Disney Television Animation is verantwoordelijk voor de productie, De serie werd voor het eerst uitgezonden op 15 januari 2017 op de Amerikaanse versie van het televisiestation Disney Junior.

## Rolverdeling
| Personage               | Originele acteur                                             | Nederlandse acteur                                        |
| Hoofdpersonages         | Hoofdpersonages                                              | Hoofdpersonages                                           |
| ----------------------- | ------------------------------------------------------------ | --------------------------------------------------------- |
| Mickey Mouse            | Bret Iwan                                                    | Mark Omvlee                                               |
| Minnie Mouse            | Russi Taylor (seizoen 1, 2 en 3) Kaitlyn Robrock (seizoen 3) | Melise de Winter                                          |
| Goofy                   | Bill Farmer                                                  | Just Meijer (seizoen 1) Huub Dikstaal (seizoen 1, 2 en 3) |
| Donald Duck             | Daniel Ross                                                  | Anita Heilker                                             |
| Katrien Duck            | Tress MacNeille                                              | Laura Vlasblom                                            |
| Terugkerende Personages |                                                              |                                                           |
| Knabbel en Babbel       | Tress MacNeille Corey Burton                                 | Sander van der Poel                                       |
| Boris                   | Jim Cummings                                                 | Marcel Jonker                                             |
| Klarabella Koe          | April Winchell                                               | Marloes van den Heuvel                                    |
| Klaartje Kip            | Russi Taylor                                                 |                                                           |
| Karel Paardepoot        | Bill Farmer                                                  | Paul Disbergen                                            |
| Ludwig Van Drakenstein  | Corey Burton                                                 | Reinder van der Naalt                                     |
| Panchito                | Carlos Alazraqui                                             | Sander van der Poel                                       |
| Joe Carioca             | Rob Paulsen                                                  | Thijs van Aken                                            |
| Koekkoekkuiken          | Nika Futterman                                               | Hilde de Mildt                                            |
| Barend Beagle           | Jay Leno                                                     | Thijs van Aken                                            |
| Hilda                   | April Winchell                                               | Hilde de Mildt                                            |
| Opperbaas Grijst        | Steve Valentine                                              | Sander van der Poel                                       |
| Lazlo                   | Dee Bradley Baker                                            | Sander van der Poel                                       |
| Robbie Roberts          | Tim Gunn                                                     | Paul Disbergen                                            |
| Overige Personages      |                                                              |                                                           |
| Burgemeester McBeagle   | Bill Farmer                                                  | Frans Limburg                                             |
| Meneer Bigby            | Bill Farmer                                                  | Fred Meijer                                               |
| Susie Beagleman         | Natalie Coughlin                                             | Lizemijn Libgott                                          |
| Mevrouw Beagleman       | Tress MacNeille                                              | Anneke Beukman                                            |
| Chef Pierre             | Jon Curry                                                    | Florus van Rooijen                                        |
| Koekoe-lala             | Nika Futterman                                               | Meghna Kumar                                              |

Regie: Hilde de Mildt
Techniek: Mark Dubbelman
Vertaling: Mark Omvlee

## Afleveringen

### Seizoen 1
- 1. Mickey's Wild Tire!/Sittin' Kitty
- 2. Goofy Gas!/Little Big Ape
- 3. Race for the Rigatoni Ribbon/Roaming around Rome
- 4. Agent Double-O-Goof/Egg-xasperating!
- 5. Mickey's Perfecto Day/Running of the Roadsters!
- 6. It's Wiki Wiki Time/Happy Hula Helpers!
- 7. Ye Olde Royal Heist/Tea Time Trouble!
- 8. Abra-ka-Goof!/Happy Birthday Helpers!
- 9. Guru Goofy/Breakfast and Bungled
- 10. Going Up!/Gone Fishin'!
- 11. Goof Luck Charm/Teed Off!
- 12. The Impossible Race/The Happiest Helpers Cruise!
- 13. Smarty Goof/Adventures in Buddysitting
- 14. Daredevil Goofy!/The Big Broadcast
- 15. The Haunted Hot Rod/Pete's Ghostly Gala
- 16. Stop That Heist!/Lights, Camera, HELP!
- 17. Mouse vs. Machine!/Grandpa Beagle's Day Out
- 18. Donald's Garage/Artful Helpers
- 19. Ready, Get Pet, Go Pluto!/Figaro's New Friend
- 20. Garage Alone/Camp Happy Helpers
- 21. Billy Beagle's Tip-Top Garage/Diner Dog Rescue
- 22. Pit Stop and Go/Alarm on the Farm
- 23. Happy Hot Diggity Dog Holiday/Happy Holiday Helpers
- 24. Hot Dog Daze Afternoon/Super Sweet Helpers
- 25. The Grand Food Truck Rally/Cuckoo La-La
- 26. Rockin' Roadsters!/Safari, So Goody

### Seizoen 2
- 27. The Biggest Heist Ever/Thrillin' Hilda
- 28. Stop Lazlo!/The Hot Diggity Hot Dog Show
- 29. Donald's Stinky Day/The Hiking Honeybees
- 30. Racing Rivals/The Hapless Helpers
- 31. The Goofy Race!/Cuckoo for Cuckoo Clocks!
- 32. The Roadsterettes/Oh Happy Day
- 33. Phantom of the Café/Cuckoo in Paris
- 34. Super-Charged!/Super-Charged: Mickey's Monster Rally
- 35. Super-Charged: Pop Star Helpers/The Chip 'N Dale 500
- 36. Mickey's Ukulele Jam/Grandpa vs. Grandpa
- 37. Goof Mansion/A Doozy Night of Mystery
- 38. Daisy's Photo Finish!/Super-Charged: Daisy's Grande Goal
- 39. Pluto and the Pup/Trouble at Floochi's!
- 40. Goofy's Drive-In/The Iron Mouse
- 41. Mickey's Big Surprise/Meet the Beagles
- 42. Snow-Go with the Flow/Happy Helpers on Ice
- 43. Ski Trippin'/My Fair Pete
- 44. Super-Charged: The Big Cheesy/Shenannygans
- 45. You Quack Me Up/Tree House Trouble
- 46. Mickey's Spring Grand Prix/My Little Daisy
- 47. Mickey's Fun-tastic Field Day/Clarabelle on the Mooo-ve!
- 48. Super Charged: Donald's Roadster Round-Up/The Daisy Dance!
- 49. Super-Charged: Two Close Friends; Mr. Bigby's Big Night
- 50. Goof Quest/Llama Drama
- 51. Hi, Jinx!/Pete's Junkyard Helpers

### Seizoen 3
- 52. Mickey's Mixed-Up Motor Lab/Wishy Washy Helpers
- 53. One Unicorny Day!/The Happy Horse Helpers!
- 54. Animal Antics/Here, Kitty, Kitty, Kitty!
- 55. Mickey's Monstrous Truck!/Minnie's Vacation Home!
- 56. Mixed-Up for a Day!/Princess Clarabelle!
- 57. A Gollywood Wedding!/No Dilly Dally in New Delhi!
- 58. Mickey's Thanksgiving Family Fun Race!/Happy Thanksgiving Helpers!
- 59. Caution: Kids at Work!/The Snoozy Doozy Pet and Breakfast!
- 60. Where's Mickey?/Cuckoo in Hot Dog Hills!
- 61. Campy Camper Day!/Founder's Day Flounder!
- 62. Goofasaur!/Teahouse Helpers
- 63. Donald Can't Swim/Lifeguard Helpers
- 64. Papa Pluto/Happy Valentine Helpers
- 65. Petey O'Pete/Daisy Does It!
- 66. Mickey's New Mouse House/Millie and Melody's Sleepover
- 67. Old McMickey Had a Farm/Happy Lab Helpers
- 68. Hard Hat Diggity Dog!/Hair-Rasing Helpers!
- 69. Donald's Fast Food 500/Mini-Helpers
- 70. Hanami Hijinks/Happy Harajuku Helpers
- 71. Mickey's Roommate/Minnie's Bow-Tel
- 72. Mickey's Sporty Day/Go, Chili Dogs
- 73. Goofy's Hot Dog Harvest/Puppy Birthday to You!
- 74. Holiday in Hot Dog Hills/Happy Kitty Helpers
- 75. Enough Stuff/The Hippity Hop Horse Show
- 76. The Mystery of Hot Dog Lake!/Phantom Wing
- 77. Magic Tricked/Art From the Heart
- 78. Duck, Duck Geese!/Shhhhh!
- 79. Wheelchair Pals/Super-Duper-Stitious Day!
- 80. Goofy and Pete's Wild Ride/The Happiest Day of All!
- 81. All Aboard the Hot Diggity Dog Express/Flea-bee Jeebies
- 82. There Goes Our Fun/Don't Wake the Baby
- 83. Donald's Dilemma/The Royal-ympics!
- 84. Dale's New Pal/The Cuckoo Turnstyler!
- 85. It's a Hap-Hap-Happy Hot Dog Hills!/Happy Friend-iversary
- 86. Crooner Mickey/Once Upon A Lemonade Stand
- 87. Holi, By Golly/The Pink City
- 88. The Spooky Spook House/Clarabelle's Banana Splitz